# Cadillac Fleetwood Brougham
Der Cadillac Fleetwood Brougham ist ein von 1977 bis 1986 produziertes Pkw-Modell der US-amerikanischen Fahrzeugmarke Cadillac.

## Modellgeschichte
Der Fleetwood Brougham übernahm zum Modelljahr 1977 im Cadillac die Rolle des Sixty Special, dessen Produktion mit Ablauf des Jahres 1976 eingestellt worden war. Damit war Fleetwood Brougham das Schwestermodell des Cadillac DeVille der fünften Generation. Beide Modelle waren weitestgehend baugleich; der Fleetwood Brougham war allerdings deutlich besser ausgestattet und auch teurer als der DeVille. Im Gegensatz zum Sixty Special hat der Fleetwood Brougham den gleichen Radstand wie der DeVille, war also nicht länger. Ab 1980 war der Fleetwood Brougham außerdem als zweitüriges Coupé erhältlich; damit brach Cadillac mit der Tradition, alle Standardmodelle oberhalb des DeVille ausschließlich als Viertürer anzubieten.
Mit dem Modelljahr 1977 gab Cadillac den seit 1938 benutzten Traditionsnamen  auf und benannte das Modell in Fleetwood Brougham um.
Karosserie und Antriebstechnik entsprechen dem zeitgenössischen DeVille. Den Antrieb übernahm von 1977 bis 1979 ein Siebenliter-V8-Motor (183 PS mit Vergaser, 198 PS mit Einspritzung), die Kraftübertragung weiterhin die Turbo-Hydramatic-Dreigangautomatik.
Zum Modelljahr 1980 wurden die Wagen geringfügig überarbeitet und erhielten eine flachere Frontpartie, was die Aerodynamik verbessern und damit den Benzinverbrauch senken sollte. Zugleich wurde der Siebenliter- durch einen Sechsliter-V8-Motor ersetzt; auf Wunsch war der Diesel-V8 von Oldsmobile mit 5,7 Liter Hubraum lieferbar. Erstmals gab es den Fleetwood Brougham auch als zweitüriges Coupé.
Nur 1981 zählte der modulare, sogenannte V8-6-4-Motor mit 6 Liter Hubraum und Zylinderabschaltung zur Serienausstattung; auf Wunsch war ein 4,1-Liter-V6 oder weiterhin der Diesel erhältlich. Ab 1982 gehörte ein neuer, von Cadillac selbst entwickelter 4,1-Liter-V8 zur Grundausstattung und der V6 entfiel.
Als zum Modelljahr 1985 der Fleetwood (gemeinsam mit dem Cadillac DeVille) erneut verkleinert und auf Frontantrieb umgestellt wurde, blieb der bisherige Fleetwood Brougham als eigenständiges Modell weiterhin im Cadillac-Sortiment und hieß ab Modelljahr 1987 einfach Cadillac Brougham. 1986 entfielen das Fleetwood-Brougham-Coupé und der Dieselmotor; der 4,1-Liter-V8 wurde durch einen Fünfliter-Motor (307 cui) von Oldsmobile ersetzt.
Das große Modell mit Hinterradantrieb blieb bis 1992 in Produktion und wurde im Herbst 1992 von dem wieder auf Hinterradantrieb umgestellten Cadillac Fleetwood auf der General-Motors-D-Plattform abgelöst, der mit dem Chevrolet Caprice der Zeit verwandt war.

## Daten Cadillac Fleetwood Brougham (1977–1986)
| Modelljahr | Hubraum (cm³)                     | Leistung (PS) | Radstand (cm) | Länge (cm) | Leergewicht (kg) | Preis (US-$) | Stückzahl     |
| ---------- | --------------------------------- | ------------- | ------------- | ---------- | ---------------- | ------------ | ------------- |
| 1977       | 6966                              | 183–198       | 308,6         | 561,8      | 1966             | 11.546       | 28.000        |
| 1978       | 6966 5737 (Diesel)                | 183–198 127   | 308,6         | 561,8      | 1954             | 12.292       | 36.800        |
| 1979       | 6966 5737 (Diesel)                | 183–198 127   | 308,6         | 561,8      | 1925             | 13.446       | 42.200        |
| 1980       | 6032 5737 (Diesel)                | 152 106       | 308,4         | 561,3      | 1823             | 14.927       | 31.959        |
| 1981       | 6032 5737 (Diesel) 4130 (V6)      | 142 106 127   | 308,4         | 561,3      | 1746             | 15.777       | nicht bekannt |
| 1982       | 4081 (V8) 5737 (Diesel) 4130 (V6) | 127 106 127   | 308,4         | 561,3      | 1733             | 17.931       | nicht bekannt |
| 1983       | 4081 (V8) 5737 (Diesel)           | 137 106       | 308,4         | 561,3      | 1806             | 18.688       | nicht bekannt |
| 1984       | 4081 (V8) 5737 (Diesel)           | 137 106       | 308,4         | 561,3      | 1806             | 19.942       | nicht bekannt |
| 1985       | 4081 (V8) 5737 (Diesel)           | 137 106       | 308,4         | 561,3      | 1754             | 21.219       | 61.296        |
| 1986       | 5031                              | 142           | 308,4         | 561,3      | 1787             | 21.265       | 49.115        |